# Перес-Реверте, Артуро
Арту́ро Пе́рес-Реве́рте Гутье́ррес (исп. Arturo Pérez-Reverte Gutiérrez; род. 25 ноября 1951 года, Картахена, Испания) — испанский писатель и журналист. Автор исторических романов и детективов, действительный член Королевской академии испанского языка.

## Биография
В юности увлекался подводным плаванием, затем стал завзятым яхтсменом («Настоящая свобода начинается в 10 милях от берега»). От отца унаследовал любовь к путешествиям, от деда — библиотеку в пять тысяч томов. В детстве читал всю приключенческую и классическую литературу, до которой мог дотянуться. Тогда его любимым героем был Робинзон Крузо, которого сейчас писатель находит омерзительным («Что сделал Робинзон, встретив другого человека? Превратил его в слугу»).
Артуро Перес-Реверте, начиная с 1971 года, более двадцати лет работал военным репортёром для газеты «Пуэбло» и для телевидения. Освещал военные конфликты, происходившие на Кипре, в Ливане, Западной Сахаре, Ливии, Мозамбике, Анголе, Югославии и других странах.
Первый роман «Гусар», действие которого происходит во времена Наполеоновских войн, опубликован в 1986 году. Успех пришёл к нему в 1990 году после публикации романа «Фламандская доска», главные герои которого расследуют убийство, случившееся в XV веке.
Самый известный его роман, «Королева юга», опубликованный в 2002 году, дважды экранизирован, американский сериал вышел в 2016 году.
Проживает в Ла-Навате (около Мадрида) и в родной Картахене, где имеет возможность путешествовать на яхте по Средиземному морю. С 2003 года член Королевской академии испанского языка.

### Цикл «Приключения капитана Алатристе»
| Книга | Книга                   | Книга                           | Книга |
| Год   | Название                | Оригинал                        | Описание |
| ----- | ----------------------- | ------------------------------- | --- |
| 1996  | Капитан Алатристе       | El capitán Alatriste            | |
| 1997  | Чистая кровь            | Limpieza de sangre              | |
| 1998  | Испанская ярость        | El sol de Breda                 | Диего Алатристе и Иньиго Бальбоа участвуют в осаде Бреды. Буквальный перевод названия романа — Солнце Бреды. |
| 2000  | Золото короля           | El oro del rey                  | |
| 2003  | Кавалер в жёлтом колете | El caballero del jubón amarillo | |
| 2006  | Корсары Леванта         | Corsarios de Levante            | |
| 2011  | Мост убийц              | El puente de los asesinos       | Диего Алатристе и Иньиго Бальбоа оказываются вовлечёнными в заговор против Венецианской республики.          |

### Цикл «Фалько»
| Книга | Книга    | Книга    | Книга |
| Год   | Название | Оригинал | Описание |
| ----- | -------- | -------- | --- |
| 2016  | Фалько   | Falcó    | Шпионский детектив времён Гражданской войны в Испании. Лоренсо Фалько получает задание выкрасть узника из республиканской тюрьмы. |
| 2017  | Ева      | Eva      | Фалько получает задание остановить корабль с республиканским золотом.                                                             |
| 2018  | Саботаж  | Sabotaje | Фалько получает задание в Париже накануне Всемирной выставки.                                                                     |

### Документальная проза
- 1995 — Obra breve
- 1998 — Корсарский патент (Patente de corso)
- 2001 — С намерением оскорбить (Con ánimo de ofender)
- 2005 — Живым не возьмёте (No me cogeréis vivo)
- 2011 — Корабли на суше не живут (Los barcos se pierden en tierra)
- 2019 — История Испании (Una historia de España)

## Экранизации

### Кино
- 1992 — Учитель фехтования / El maestro de esgrima
- 1994 — Фламандская доска / La tabla de Flandes
- 1996 — Качито / Cachito (по повести «Дело чести»)
- 1999 — Девятые врата / The Ninth Gate (по мотивам романа «Клуб Дюма, или Тень Ришельё»)
- 2006 — Капитан Алатристе / Alatriste
- 2007 — Карта небесной сферы / La carta esférica
- 2017 — Золото джунглей / Oro
- 2022 — Человек из Рима /  La piel del tambor (по роману «Кожа для барабана, или Севильское причастие»)

### Сериалы
- 2007 — Куарт / Quart, el hombre de Roma (по роману «Кожа для барабана, или Севильское причастие»)
- 2011 — Королева Юга / La Reina del Sur
- 2015 — Приключения капитана Алатристе / Las aventuras del Capitán Alatriste
- 2016 — Королева Юга / Queen of the South

## Стиль творчества

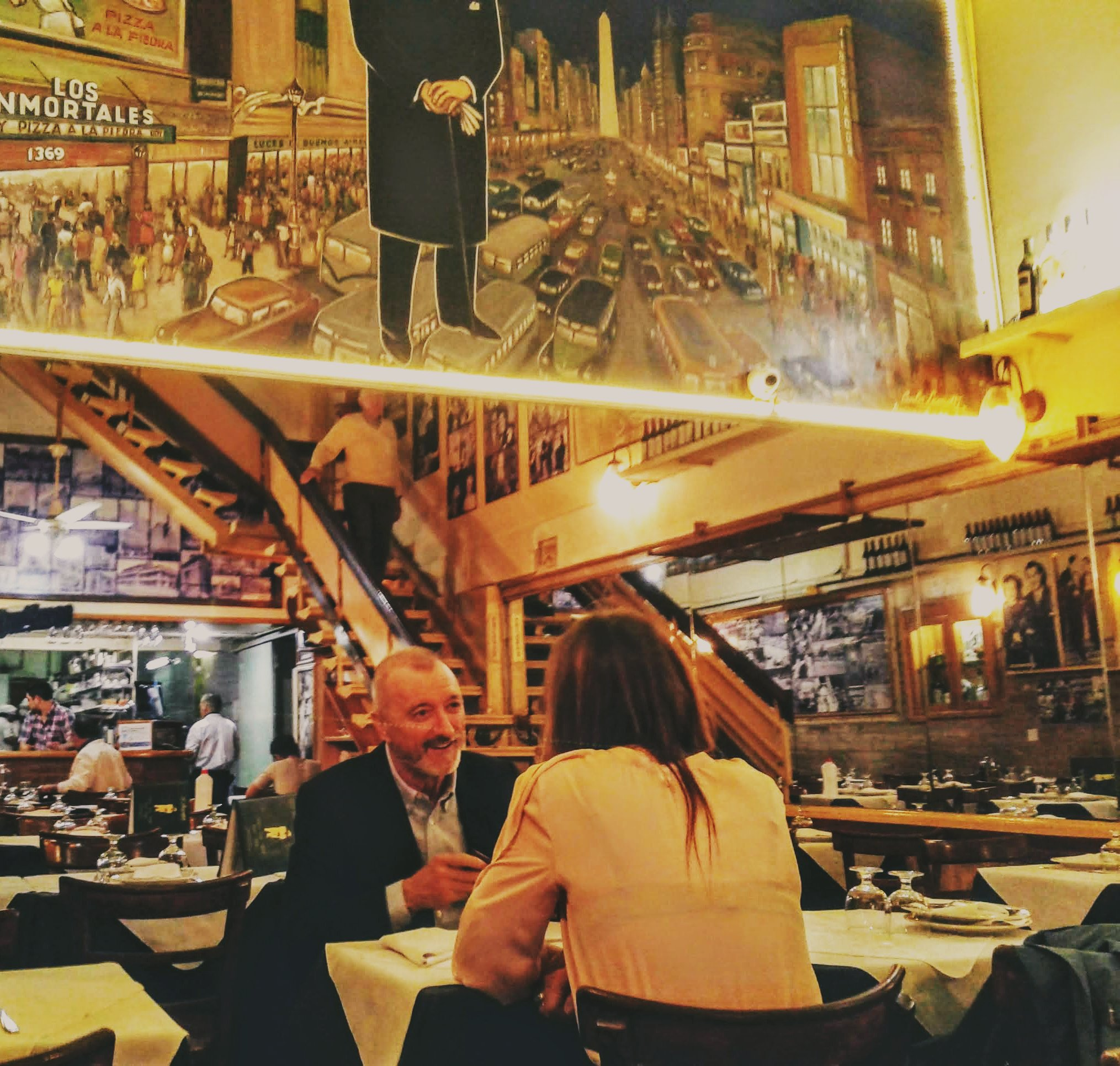
Артуро Перес-Реверте на Международной книжной ярмарке в Буэнос-Айресе (23 апреля 2019)

Книги Артуро Перес-Реверте отличаются напряжённой интригой, увлекательным сюжетом и философскими размышлениями, как правило, присущими рассказчику — он может быть и главным действующим лицом в романе.
Артуро Перес-Реверте в своих произведениях время от времени допускает забавные мистификации. Мистификации заключаются в рекурсивных ссылках на произведения самого писателя. Причём некоторые из этих произведений уже написаны, но иногда ещё только задуманы. В этом случае мистификацию можно раскрыть лишь после опубликования второго произведения:
- в романе «Клуб Дюма, или Тень Ришельё» (1993) содержится упоминание раритетного издания «Трактат об искусстве фехтования» — вымышленной книги, написанной доном Хайме Астарлоа, героем романа «Учитель фехтования» (1988);
- в этом же романе, «Клуб Дюма», упоминается антикварная книга «Кавалер в жёлтом колете» (El caballero del jubón amarillo) некоего Лукуса де Рене (Lucus de René). На самом деле это неопубликованый роман отца Артуро Переса-Реверте, который подписал рукопись этим псевдонимом. Кроме того, сам Артуро Перес-Реверте в 2003 году написал роман с тем же названием, из цикла о капитане Алатристе;
- в повести «Территория команчей» (1994) упоминается «Дело чести» (1995) «какого-то Переса-Реверте»;
- в романе «Кожа для барабана, или Севильское причастие» (1995) хакер «Вечерня» (Vísperas) выбрал себе сетевое имя «Королева Юга» (Reina del Sur). Роман «Королева Юга» опубликован только в 2002 году;
- в этом же романе, «Кожа для барабана» главный герой видит в келье монахини репродукцию, по-видимому, несуществующей картины «Игра в шахматы» художника Питера ван Юйса, которая стала центром событий в романе «Фламандская доска» (1990);
- в приложении к роману «Испанская ярость» (1998) о капитане Алатристе издатель[10] ссылается на некий список комедии Педро Кальдерона де ла Барки. Этот список, по утверждению издателя, был представлен доньей Макареной Брунер де Лебриха, герцогиней дель Нуэво Экстремо. Список был выполнен с только что написанной (в 1626 году) комедии де ла Барки «Осада Бреды», и с той поры хранится в архиве семьи дель Нуэво Экстремо. Этот список представляет интерес, поскольку отличается от канонической версии этой комедии, поставленной на сцене в 1636 году, тем, что в нём упомянут капитан Алатристе. Ирония в том, что Макарена Брунер является главной героиней романа «Кожа для барабана, или Севильское причастие» (1995). Этот роман начинается с предупреждения, что все герои романа вымышлены;
- в романе «Карта небесной сферы, или Тайный меридиан» (2000) содержится описание хранящейся в Морском музее Мадрида шпаги капитана дона Карлоса де ла Роча, капитана корабля «Антилья», участника Трафальгарской битвы. Это один из героев небольшой повести «Мыс Трафальгар» (2004).

## Награды и звания

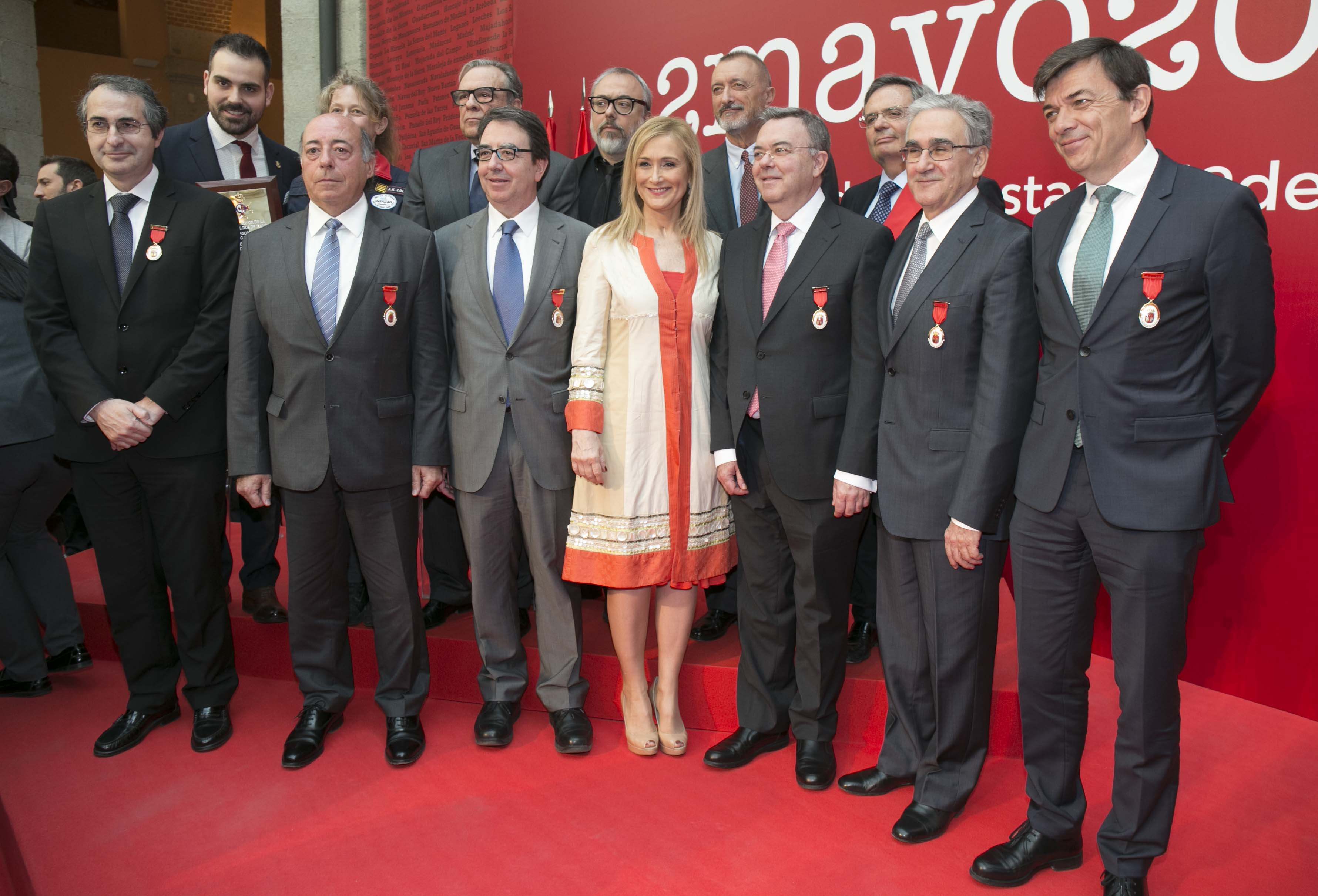
Артуро Перес-Реверте (второй справа в верхнем ряду) во время вручения наград автономного сообщества Мадрид (2 мая 2016)

Артуро Перес-Реверте был удостоен множества наград и почётных званий. Среди них
- Премия «Гойя» за лучший адаптированный сценарий (1993, фильм «Учитель фехтования»)[Комм 1][11]

французский Орден Искусств и литературы (1998)
испанский Большой крест морских заслуг (2005)
Серебряная медаль автономного сообщества Мадрид (2016)

## Семья
Карлота Перес-Реверте, дочь Артуро, родилась в Мадриде в 1983 году. Ещё ребёнком она помогала отцу в работе над романом «Капитан Алатристе», а позднее сама написала пьесу «Perdona si te mato, amor» и адаптировала «Комедию ошибок» Шекспира для мадридского Театра изящных искусств (исп. Teatro Bellas Artes). В 2021 году Карлота получила докторскую степень в университете Кадиса.

## Комментарии
1. ↑  Совместно с Педро Олеа, Антонио Ларретой и Франсиско Прада.